# Justicija (biljni rod)
Justicija (hrv. jakobinija i porfirocoma, po sinonimima Jacobinia i Porphyrocoma; lat. Justicia), rod vazdazelenih cvjetnica iz porodice primogovki (Acanthaceae). Rod je imenovan u čast škotskog hortikulturista Jamesa Justice. Postoji preko 1000 vrsta koje rastu po južnoj i jugoistočnoj Aziji, Africi, Južnoj i Srednjoj Americi i jugozapadu SAD–a.
Vrste ovog roda domaćin su mnogih vrsta leptira, kao što je na primjer Anartia fatima.

## Etimologija
Rod je ime dobio po Jamesu Justiceu (1698-1763), škotskom rasadničaru.

## Opis
Grmlje ili jednogodišnje ili višegodišnje biljke. Listovi jednostavni, nasuprotni, cjeloviti. Cvatovi cimozni. Brakt (0-)1. Brakteole 2. Čaška 4-5-režnjevita, do blizu baze. Vjenčić s 2 usne; gornja usna vrlo kratko 2-režnjevita; donja duboko 3-režnjevita s uzdignutim nepcem. Prašnici 2; teke 2, niže s dobro izraženim bjelkastim repom. Jajnik 2-lokularan sa 2 ovula po lokulusu. Čahura cilindrična ili klavatna, (1-)4-sjemena. Sjemenke obično grube.

## Vrste
Vidi Popis vrsta roda Justicia

## Sinonimi
Rod ima dosta sinonimnih imena, čije su vrste uklopljene u njega, kao što je jakobinija (Jacobinia).
- Acelica Rizzini
- Adatoda Raf.
- Adeloda Raf.
- Adhatoda Mill.
- Athlianthus Endl.
- Aulojusticia Lindau
- Beloperone Nees
- Beloperonides Oerst.
- Bentia Rolfe
- Calliaspidia Bremek.
- Calophanoides (C.B.Clarke) Ridl.
- Calymmostachya Bremek.
- Carima Raf.
- Chaetochlamys Lindau
- Chaetothylax Nees
- Chaetothylopsis Oerst.
- Chiloglossa Oerst.
- Cyphisia Rizzini
- Cyrtanthera Nees
- Cyrtantherella Oerst.
- Digyroloma Turcz.
- Dimanisa Raf.
- Drejerella Lindau
- Duvernoia Nees
- Duvernoya E.Mey.
- Dyspemptemorion Bremek.
- Ecbolium Riv. ex Kuntze
- Emularia Raf.
- Ethesia Raf.
- Gendarussa Nees
- Glosarithys Rizzini
- Gromovia Regel
- Harnieria Solms
- Heinzelia Nees
- Hemichoriste Nees
- Heteraspidia Rizzini
- Ixtlania M.E.Jones
- Jacobinia Moric.
- Kuestera Regel
- Leptostachya Nees
- Libonia K.Koch
- Lophothecium Rizzini
- Lustrinia Raf.
- Mananthes Bremek.
- Megalostoma Leonard
- Neohallia Hemsl.
- Orthotactus Nees
- Pelecostemon Leonard
- Petalanthera Raf.
- Porphyrocoma Scheidw. ex Hook.
- Rhyticalymma Bremek.
- Roslinia Neck.
- Salviacanthus Lindau
- Sarojusticia Bremek.
- Sarotheca Nees
- × Sericobonia Linden & André
- Sericographis Nees
- Simonisia Nees
- Siphonoglossa Oerst.
- Thalestris Rizzini
- Thamnojusticia Mildbr.
- Tyloglossa Hochst.
- Vada-kodi Adans.